# Louise Wandel
Louise Wandel   (Viena, 9 de juliol de 1892 - Magúncia, 30 de juliol de 1981) va ser una pianista i pedagoga alemanya del mateix instrument.
Va ser professora de piano al "Conservatori Peter Cornelius" de Mainz, on entre els seus alumnes tingué a Martin Galling.
Es va graduar a l'Escola per a Noies de Viena (1904) i a l'Escola de Viena. Escola de teclat Horake (1906), alumne Francesc Brixel. Després va ser deixeble de Teodor Leschetitski.
Durant molts anys va ser amiga del compositor. Hans Gal; el 1929, quan Gal es va convertir en cap del Conservatori de Magúncia, la va nomenar com a professorade piano. Entre els alumnes de Wandel hi havia, en particular, Martin Galling. El 1952 va rebre la Medalla Peter Cornelius, atorgada per l'administració de Renània-Palatinat per mèrits en l'àmbit de la música.